# Poi (voeding)

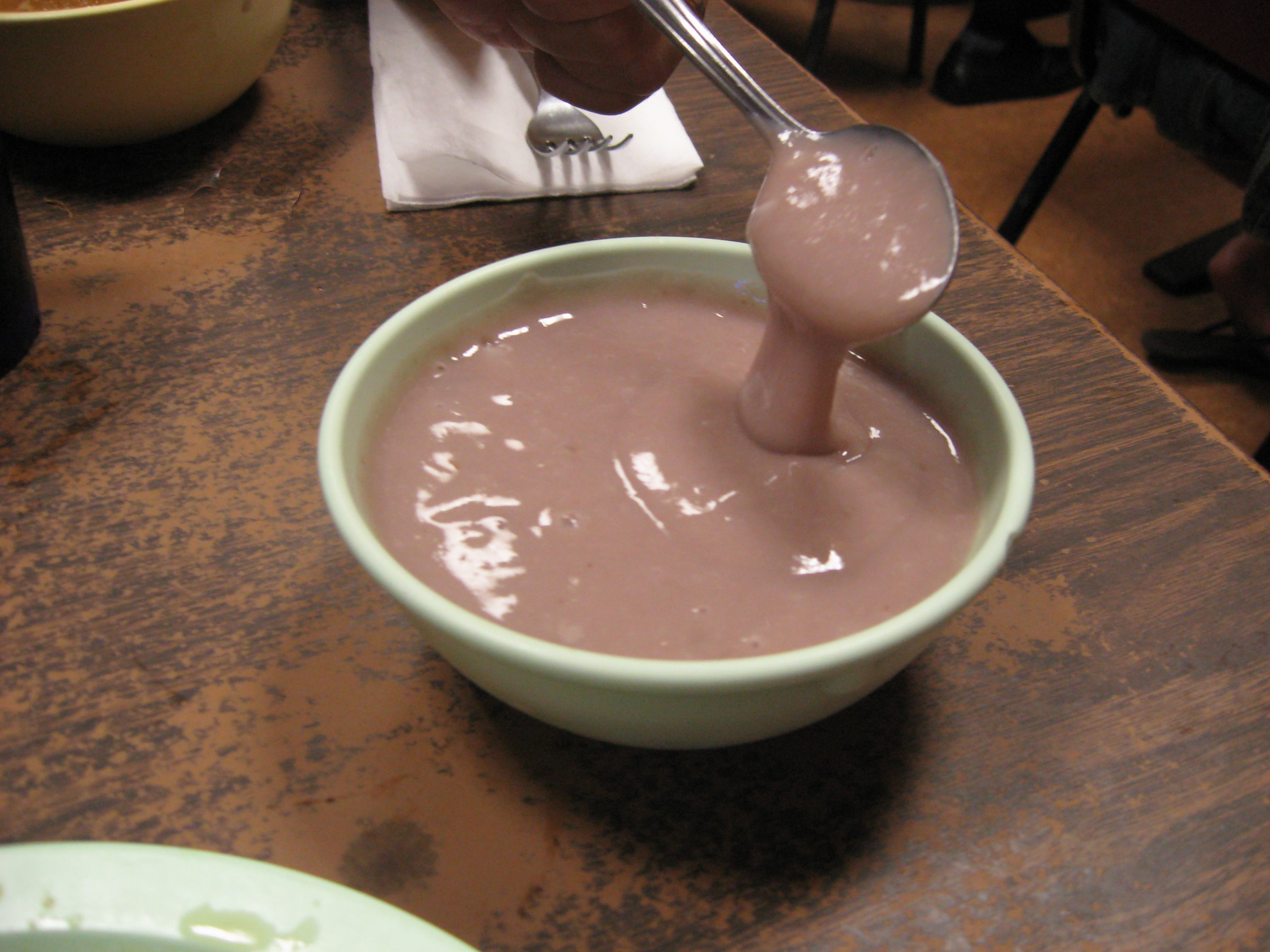
Een kom met verse poi

Poi is een basisingrediënt uit de traditionele Hawaïaanse keuken. Het wordt bereid uit de wortelknollen van de taro-plant (in Hawaï bekend als kalo, in Fiji als dalo). De knollen worden gekookt en geplet waarbij afhankelijk van de gewenste consistentie water wordt toegevoegd.
Verse poi is zoet en direct eet- of drinkbaar. Als poi langer wordt bewaard zal het langzaam fermenteren en licht verzuren. De poi wordt hierom voor gebruik ook wel gemengd met melk of suiker. Zure poi is nog steeds eetbaar en wordt geserveerd met vis. Het wordt ook gebruikt als ingrediënt voor het bereiden van brood of broodjes.

## Traditionele bereiding

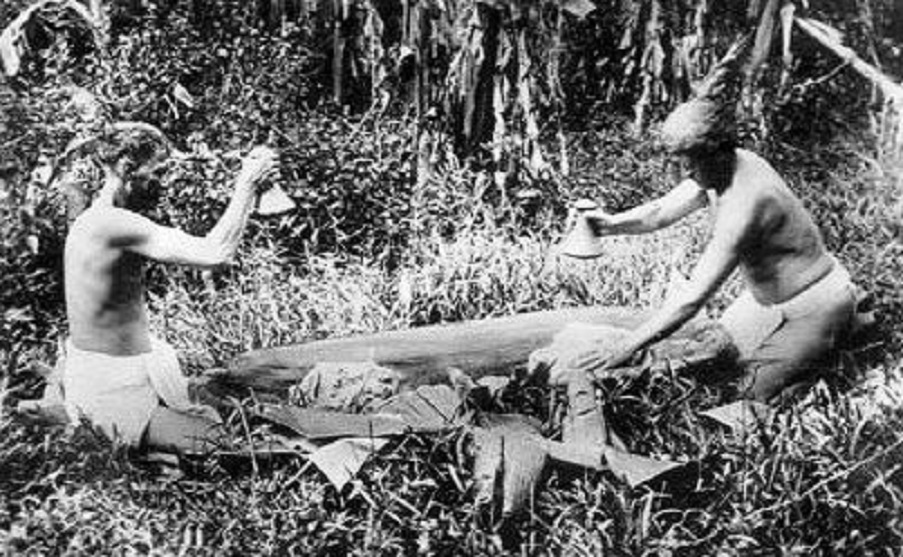
Pureren in 1890

Het eten van poi, door Polynesische volkeren, bestond al lang voordat de eilanden werden ontdekt door westerlingen. De traditionele bereidingswijze is taroknollen koken in een ondergrondse oven, die een imu wordt genoemd. De poi werd daarna gewikkeld in bladeren, en met stenen stampers in een holle boomstam gepureerd.

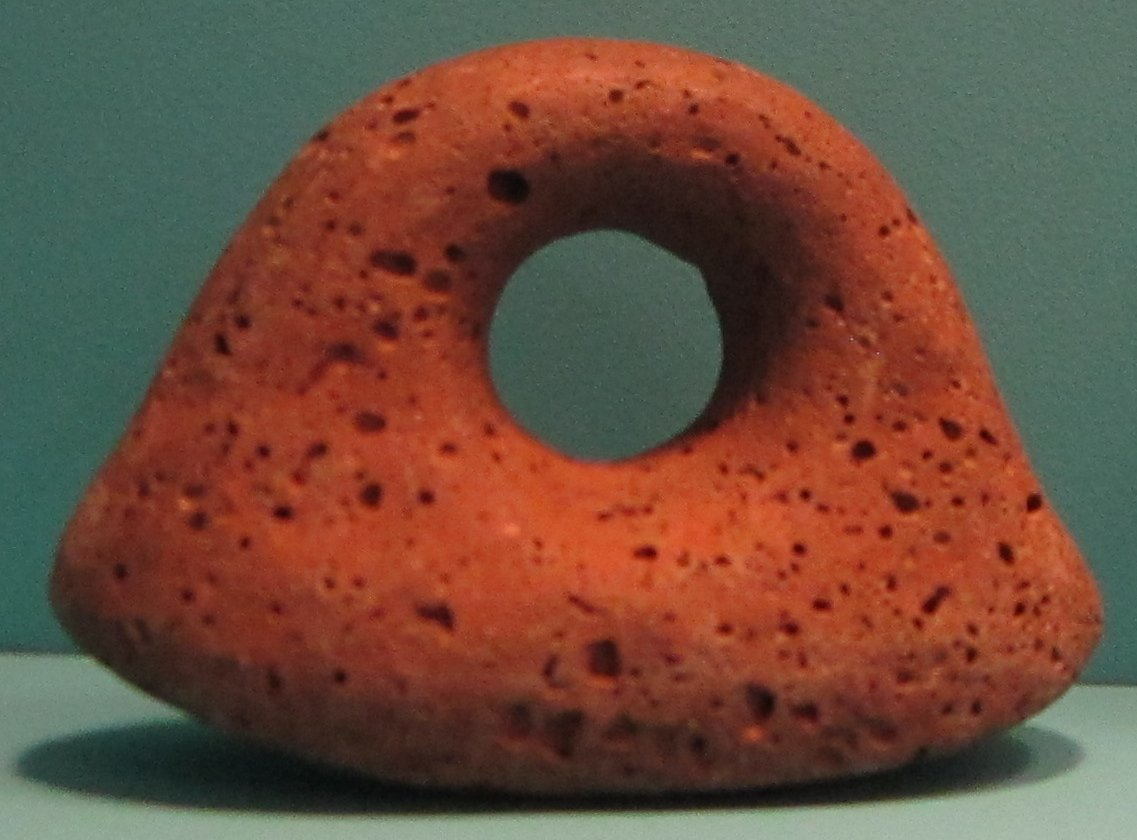
Poi-stamper (pohaku ku'i poi), Hawaïaans, 18e eeuw of eerder, lavasteen (Honolulu Museum of Art)